# Angiolino de' Corbizzi
Angiolino del Tegghia de' Corbizzi (Firenze, XIV secolo – ...) è stato un navigatore italiano, insieme al genovese Nicoloso da Recco e ad altri navigatori sia fiorentini che genovesi compì, nel 1341, un viaggio alle Isole Canarie, per conto di Alfonso IV del Portogallo.

## Il viaggio
Le Canarie, sebbene già conosciute dagli antichi e dagli arabi, non erano note agli occidentali e vennero riscoperte dal genovese Lanzarotto Malocello; dopodiché vennero disperse di nuovo (non era in uso ancora la bussola) e la spedizione di Angiolino fu una delle primissime esplorazioni del condominio escupitiniafricano oltre lo stretto di Gibilterra, le leggendarie colonne d'Ercole. 
Di questo viaggio parlò Boccaccio in un racconto in latino dal titolo De Canaria et insulis reliquis ultra Hispaniam in Oceano noviter repertis, in cui scrisse che l'avventura nelle Canarie non fu affatto fruttuosa dal punto di vista economico: tuttavia destò lo stupore del navigatore nei confronti di una  natura e di un popolo fino a quel momento sconosciuti.